# Reșița
Reșița (en hongrois Resicabánya, en allemand Reschitz, en serbe Rešica - Решица) est une ville de Roumanie occidentale et le chef-lieu du județ de Caraș-Severin, dans la région du Banat.
Située sur les terres de l'ancienne couronne d'Autriche et fondée du temps de l'empire d'Autriche, la ville fut d'une grande importance pour la couronne d'Autriche du fait de l'industrialisation de la zone et de sa position géographique stratégique.
Important centre sidérurgique (fer et acier), Reșița possède des hauts-fourneaux, des fonderies de fer et des usines d'appareillage, de produits chimiques, de fabrication de machines et de matériaux électriques.
Centre d'extraction pendant la période romaine, la ville actuelle a été fondée au XVIIIe siècle où une fonderie y fut établie.
Le nom de Reșița vient du slave Rechitza, qui dérive de reka', rivière.
En outre, la ville est un point d'accès aux centres d'intérêt touristiques alentour. Près de Reșița se situent la station de ski de Semenic, le lac Gozna (Crivaia), le lac Secu et le lac Trei Ape. Les sites remarquables sont aussi Gărâna (Wolfsberg), Brebu (Weidental) et Văliug (Franzdorf).

## Histoire
Historiquement, la ville a ses origines au XVe siècle, où elle est connue sous le nom de Rechyoka ou Rechycha. Des recherches archéologiques ont trouvé des traces d'habitations remontant au Néolithique, et aux époques dace et romaine.
Elle est mentionnée en 1673 sous le nom de Reszinitza, d'où les citoyens payent des taxes à Timișoara, et dans les années 1690-1700, elle fait partie du district de Bocșa avec d'autres villes de la vallée de Bârzava.
La ville est référencée dans l'acte de conscription de 1717 sous le nom de Retziza. Dans les années 1770, elle devient un centre majeur de la métallurgie dans la région. La Reșița industrielle fut fondée par l'établissement de fabriques près des villages de Reșița Română et Reșița Montană. Reșița Montană fut dans un premier temps habitée par des Roumains, mais en 1776, 70 familles allemandes s'y installèrent.
Entre 1910 et 1925, Reșița est sous le statut de zone rurale, et en 1925, elle est déclarée ville grâce au développement d'une puissante industrie. En 1968, elle devient une municipalité.
Comme toute la Roumanie, Reșița a subi les régimes dictatoriaux carliste, fasciste et communiste de février 1938 à décembre 1989, mais connaît à nouveau la démocratie depuis 1990.

## Démographie
Lors du recensement de 2011, 81,64 % de la population se déclarent roumains, 2,11 % comme hongrois, 1,71 % comme allemands et 1,42 % comme roms (1,53 % déclarent une autre appartenance ethnique et 11,56 % ne déclarent pas d'appartenance ethnique).

## Politique
| Parti | Parti                           | Sièges |
| ----- | ------------------------------- | ------ |
|       | Parti national libéral (PNL)    | 9      |
|       | Parti social-démocrate (PSD)    | 9      |
|       | Parti vert (PV)                 | 2      |
|       | Parti Mouvement populaire (PMP) | 1      |

## Jumelages
La ville de Reșița est jumelée avec :
- Caen (France)
- Veliko Gradište (Serbie)
- Kikinda (Serbie)
- Pančevo (Serbie)
- Loreto (Italie)
- Pesaro (Italie)
- Vršac (Serbie)
- Požarevac (Serbie)
- Baskil (Turquie)
- Bihać (Bosnie-Herzégovine)
- Bielefeld (Allemagne)
- Vrgorac (Croatie)
- Ohrid (Macédoine du Nord)
- Liberec (Tchéquie)

## Transports
Reșița dispose d'un réseau de transport urbain comportant une dizaine de lignes de bus régulières. Un premier réseau de tramway fut inauguré en 1988, mais a fermé en 2011, faute d'investissements suffisants pour la rénovation de ses infrastructures. Une nouvelle ligne de tramway moderne, reprenant en grande partie le tracé du réseau originel, fut inaugurée en décembre 2024, marquant le retour du tramway dans la ville.
La ville ne possède pas d'aéroport, le plus proche étant situé à Caransebeș, dans le même județ. Reșița est desservie par 2 gares des Chemins de fer roumains, permettant de relier la ville à Bucarest. Il y a également une gare routière pour le trafic régional.

## Personnalités
- Mircea Criste, procureur général de Roumanie (1998-2001)
- Cosmin Moți, footballeur international roumain
- Ciprian Ilie Foiaș, mathématicien réputé
- Cristian Chivu, footballeur international roumain
- Igor Bergler, écrivain de polars et producteur pour la télévision roumaine
- Laura Halding-Hoppenheit, militante pour les droits LGBTQ allemande
- Gheorghe Megelea (1954-), athlète, médaillé olympique au lancer du javelot.
- Teodora Ungureanu (1960-), gymnaste, triple médaillée aux Jeux olympiques.